# Savas da Polônia
Savas (em polonês/polaco:  Sawa, nascido Michał Hrycuniak, 15 de abril de 1938, Śniatycze, Polônia) é um religioso polonês. Professor de teologia, ocupa desde 12 de maio de 1998 a função de Metropolita de Varsóvia e de Toda a Polônia, tendo assim primazia da Igreja Ortodoxa Polonesa, segunda maior religião organizada no país.

## Biografia
Mais cedo em sua vida eclesial, fora ordenado diácono em 1964 e presbítero dois anos depois, ocupando a sede da Eparquia de Łódź e Poznań de 1979 a 1981 e a da Eparquia de Białystok e Danzica, de 1981 até o ano de sua eleição como Metropolita de Varsóvia, sucedendo ao Metropolita Basílio da Polônia.
Foi condecorado no ano de 2000 com a Ordem da Polônia Restituta pelo presidente da época, Aleksander Kwaśniewski.